# 17197 Matjazbone
17197 Matjazbone este un asteroid din centura principală de asteroizi.

## Descriere
17197 Matjazbone este un asteroid din centura principală de asteroizi. A fost descoperit pe 3 ianuarie 2000 la Socorro, New Mexico, în cadrul proiectului LINEAR. Asteroidul prezintă o orbită caracterizată de o semiaxă mare de 2,40 ua, o excentricitate de 0,09 și o înclinație de 4,2° în raport cu ecliptica.